# Woman (Jack Jersey)
Woman is een single van Jack Jersey uit 1980. Op de B-kant staat het nummer Gone. Beide verschenen dat jaar ook op zijn elpee Sri Lanka... my Shangri-La.
Zijn werk bracht hij in die jaren uit via zijn eigen label Goena Goena Records en liet hij door onder meer Dureco distribueren.
De woman in het lied is een vrouw met blauwe ogen en de naam Sue. Ze staat artistiek op de hoes afgebeeld met een grote traan op haar wang. Ze is verdrietig omdat ze haar hebben verteld dat hij haar heeft bedrogen. De zanger vraagt haar niet langer somber te zijn, omdat zij de enige is in zijn leven.

## Hitnoteringen
In de Top 30 van de BRT stond de single 1 week genoteerd op nummer 21. Hetzelfde gold voor de Vlaamse  Ultratop 30 waar het na een week op plaats 29 ook weer uit de lijst verdween.
In Nederland noteerde de single als volgt:
| Woman in de Nederlandse Top 40 van 11-10-1980 t/m 1-11-1980 | Woman in de Nederlandse Top 40 van 11-10-1980 t/m 1-11-1980 | Woman in de Nederlandse Top 40 van 11-10-1980 t/m 1-11-1980 | Woman in de Nederlandse Top 40 van 11-10-1980 t/m 1-11-1980 | Woman in de Nederlandse Top 40 van 11-10-1980 t/m 1-11-1980 | Woman in de Nederlandse Top 40 van 11-10-1980 t/m 1-11-1980 |
| Week                                                        | 1                                                           | 2                                                           | 3                                                           | 4                                                           |                                                             |
| ----------------------------------------------------------- | ----------------------------------------------------------- | ----------------------------------------------------------- | ----------------------------------------------------------- | ----------------------------------------------------------- | ----------------------------------------------------------- |
| Positie                                                     | 37                                                          | 29                                                          | 28                                                          | 37                                                          | uit                                                         |

| Woman in de Nationale Hitparade van 11-10-1980 t/m 1-11-1980 | Woman in de Nationale Hitparade van 11-10-1980 t/m 1-11-1980 | Woman in de Nationale Hitparade van 11-10-1980 t/m 1-11-1980 | Woman in de Nationale Hitparade van 11-10-1980 t/m 1-11-1980 | Woman in de Nationale Hitparade van 11-10-1980 t/m 1-11-1980 | Woman in de Nationale Hitparade van 11-10-1980 t/m 1-11-1980 |
| Week                                                         | 1                                                            | 2                                                            | 3                                                            | 4                                                            |                                                              |
| ------------------------------------------------------------ | ------------------------------------------------------------ | ------------------------------------------------------------ | ------------------------------------------------------------ | ------------------------------------------------------------ | ------------------------------------------------------------ |
| Positie                                                      | 40                                                           | 40                                                           | 41                                                           | 39                                                           | uit                                                          |